# Logania stenosa
Logania stenosa är en fjärilsart som beskrevs av Hans Fruhstorfer 1915. Logania stenosa ingår i släktet Logania och familjen juvelvingar. Inga underarter finns listade i Catalogue of Life.